# Udhagamandalam
Udhagamandalam (em tâmil: உதகமண்டலம், por vezes abreviado para உதகை, Udhagai), também conhecida pelos nomes de Ootacamund ou Ooty é uma cidade sede do município do mesmo nome e capital do distrito de Nilgiris, no estado de Tamil Nadu, sul  da Índia.